# Júlialepke
A júlialepke (Dryas iulia) a rovarok (Insecta) osztályának lepkék (Lepidoptera) rendjébe, ezen belül a tarkalepkefélék (Nymphalidae) családjába és a helikonlepkék (Heliconiinae) alcsaládjába tartozó faj.
Nemének egyetlen faja.

## Előfordulása
A júlialepke előfordulási területe Dél- és Közép-Amerika. Brazíliától Texas déli részéig, valamint Floridáig sokfelé megtalálható. Nyáron akár Nebraska keleti részéig is elkóborol.
A lepkeházak egyik kedvelt faja, mivel egész nap tevékeny.

## Alfajai
Mivel nagy előfordulási területe van, számos alfaja alakult ki:
- Dryas iulia alcionea (Cramer, 1779)
- Dryas iulia carteri (Riley, 1926)
- Dryas iulia delila (Fabricius, 1775)
- Dryas iulia dominicana (Hall, 1917)
- Dryas iulia framptoni (Riley, 1926)
- Dryas iulia fucatus (Boddaert, 1783)
- Dryas iulia iulia (Fabricius, 1775)
- Dryas iulia lucia (Riley, 1926)
- Dryas iulia largo Clench, 1975
- Dryas iulia martinica Enrico & Pinchon, 1969
- Dryas iulia moderata (Riley, 1926)
- Dryas iulia nudeola (Bates, 1934)
- Dryas iulia warneri (Hall, 1936)
- Dryas iulia zoe Miller & Steinhauser, 1992

## Megjelenése
Szárnyfesztávolsága 82–92 milliméter. Mindkét nemű példány narancssárga színű, fekete mintázattal; azonban a hím színei élénkebbek. Habár ez a rovarfaj ártalmatlan, színei mérgező fajokat utánoznak, emiatt a madarak békén hagyják.

## Életmódja
Gyors repülő. A nyíltabb tisztásokat és erdőszéleket részesíti előnyben, de az erdőkbe is behatol. Az imágó a Lantana-fajok és a Scandix pecten-veneris nektárjával táplálkozik, az ásványokat és sókat a teknősök és a kajmánformák (Caimaninae) könnyeiből szerzi meg. A hernyó a különböző golgotavirágok (Passiflora) leveleit fogyasztja.

## Képek

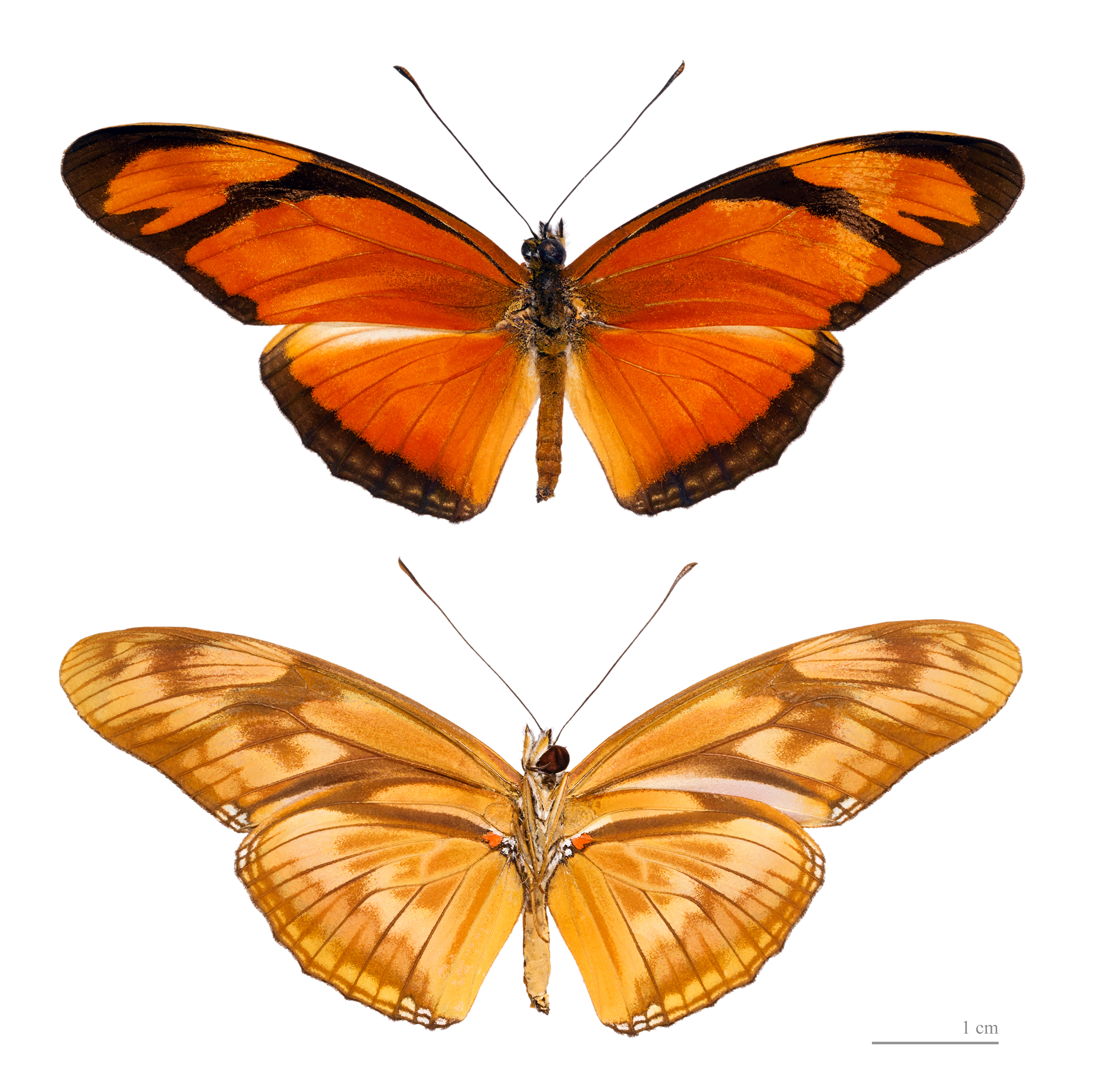
Különböző alfajok: Dryas iulia alcionea
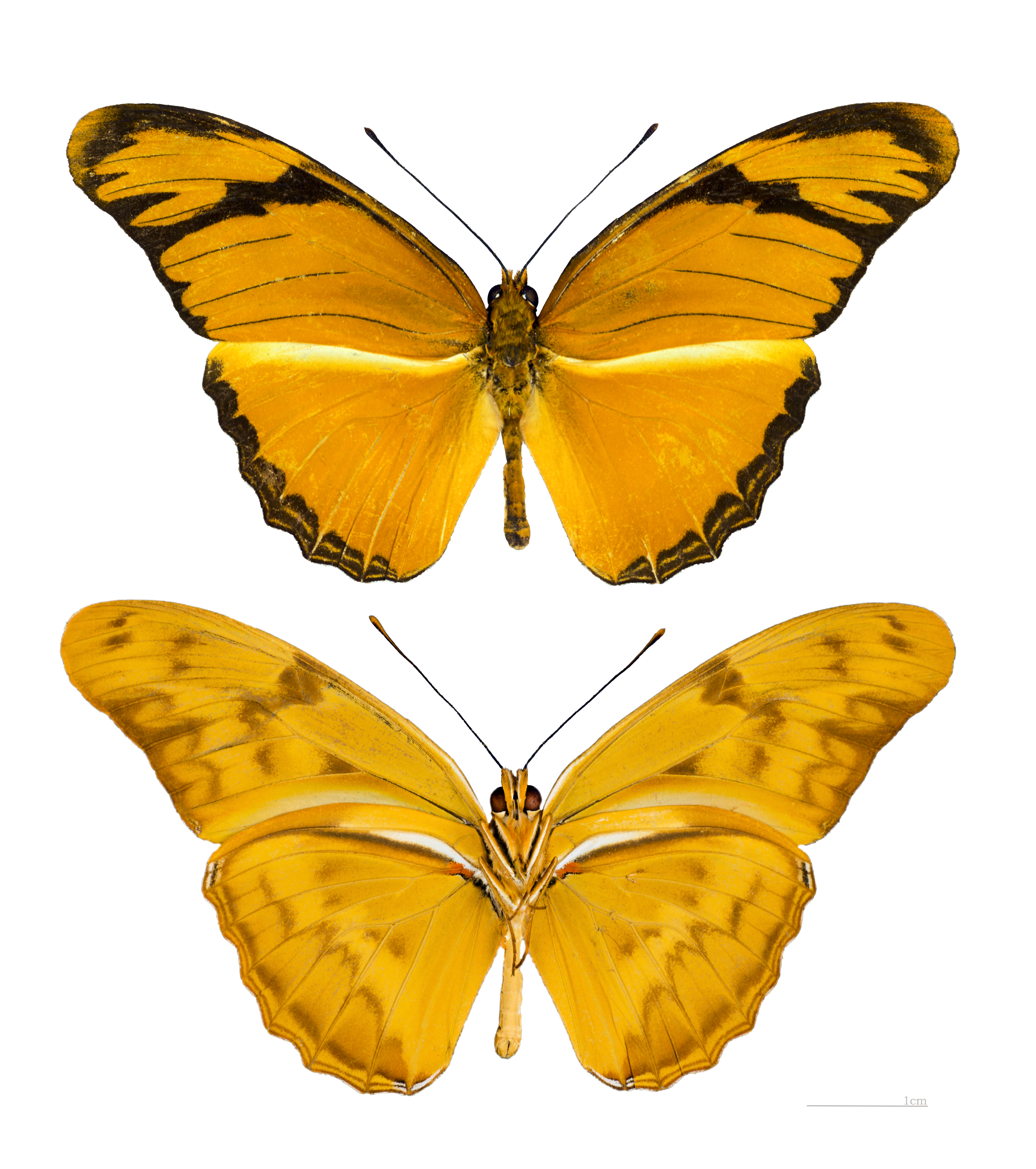
Dryas iulia dominicana
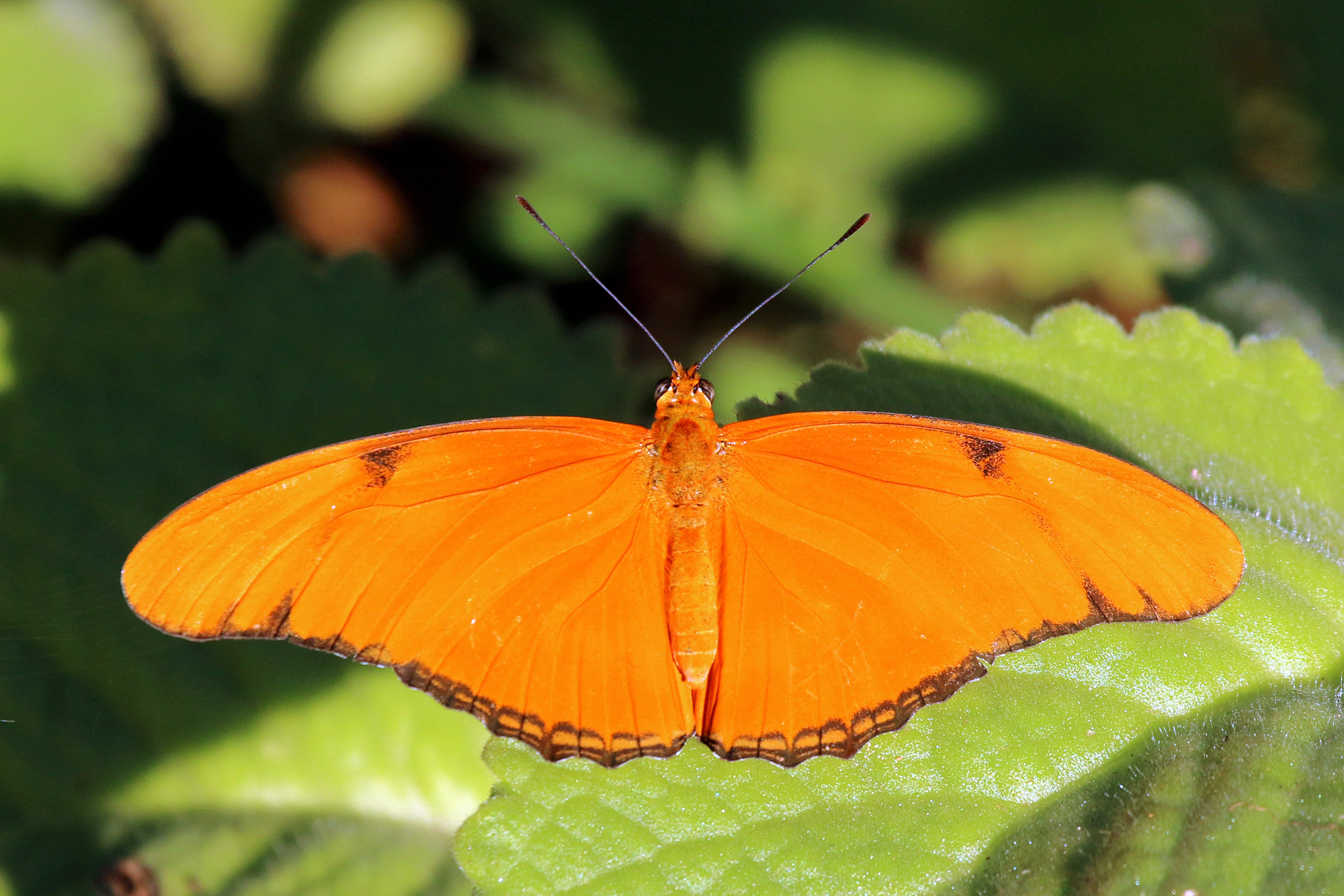
Nőstény D. i. delila Jamaica
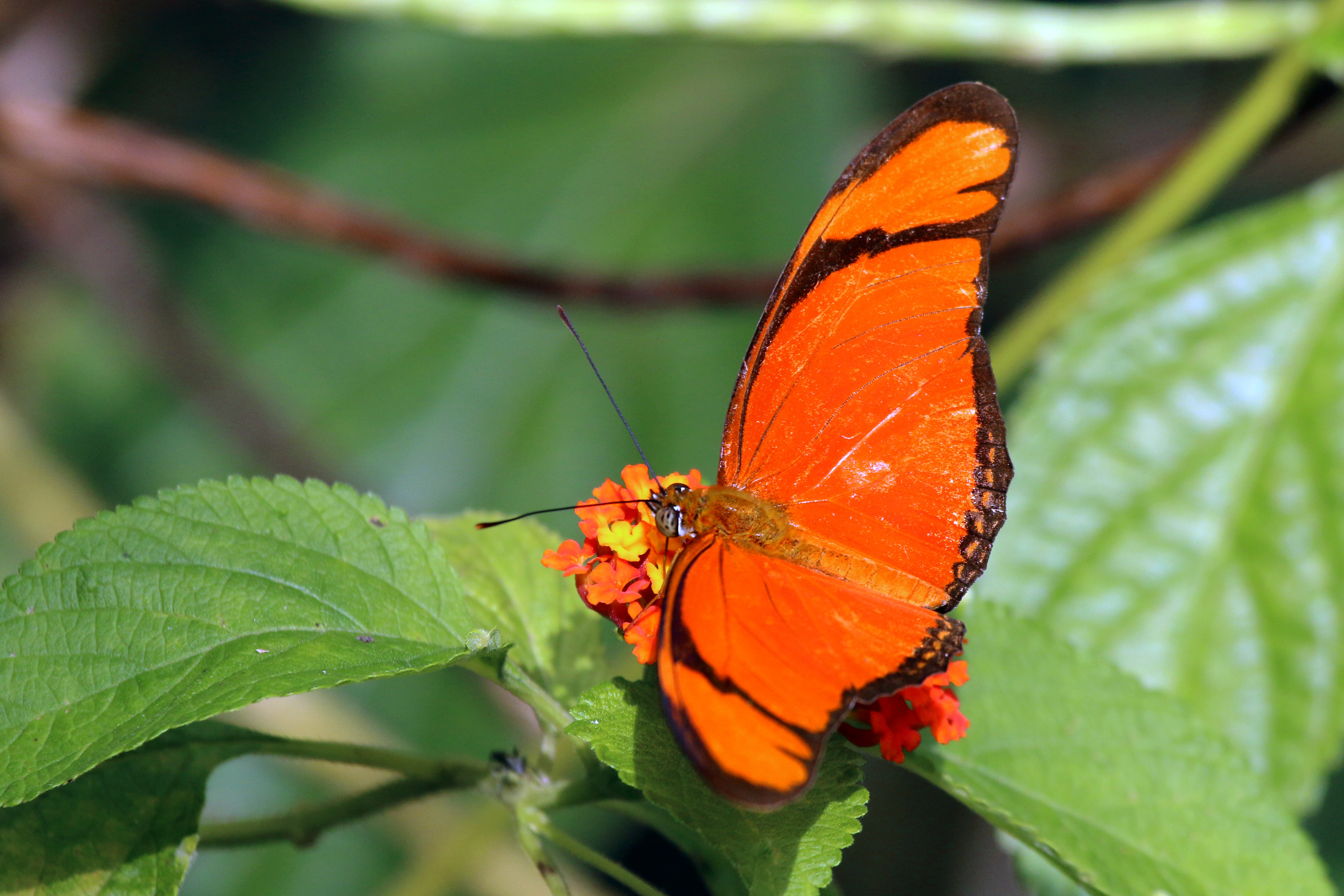
Hím D. I. iulia, Trinidad
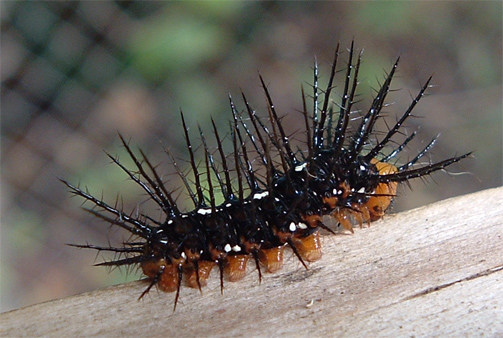
Hernyója
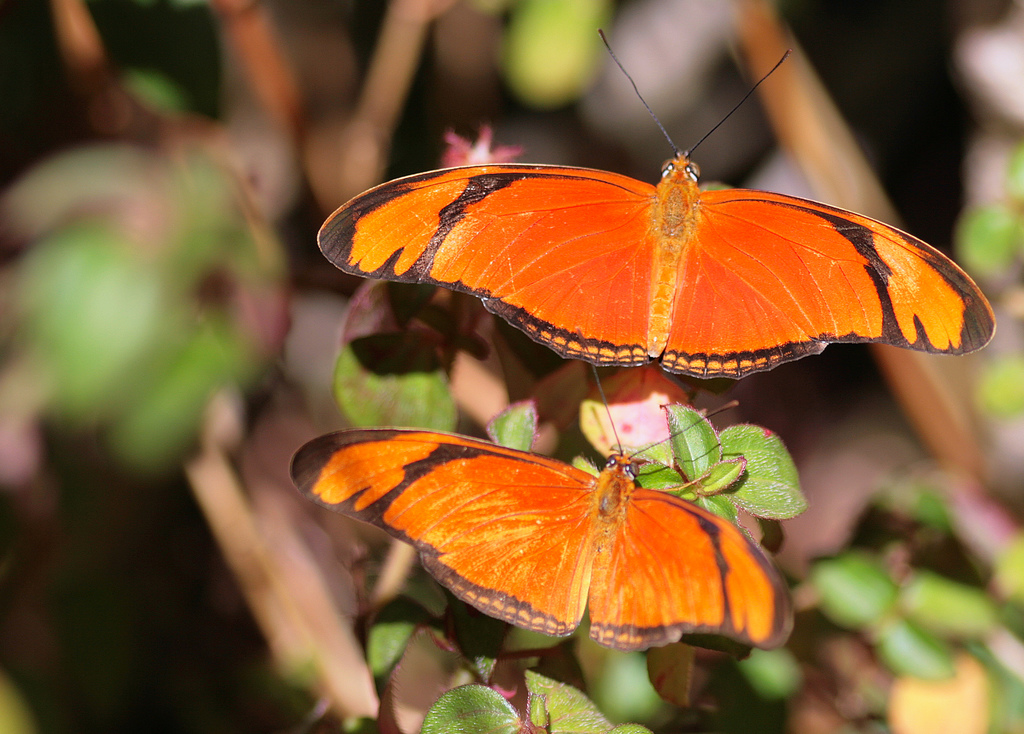
Két imágó
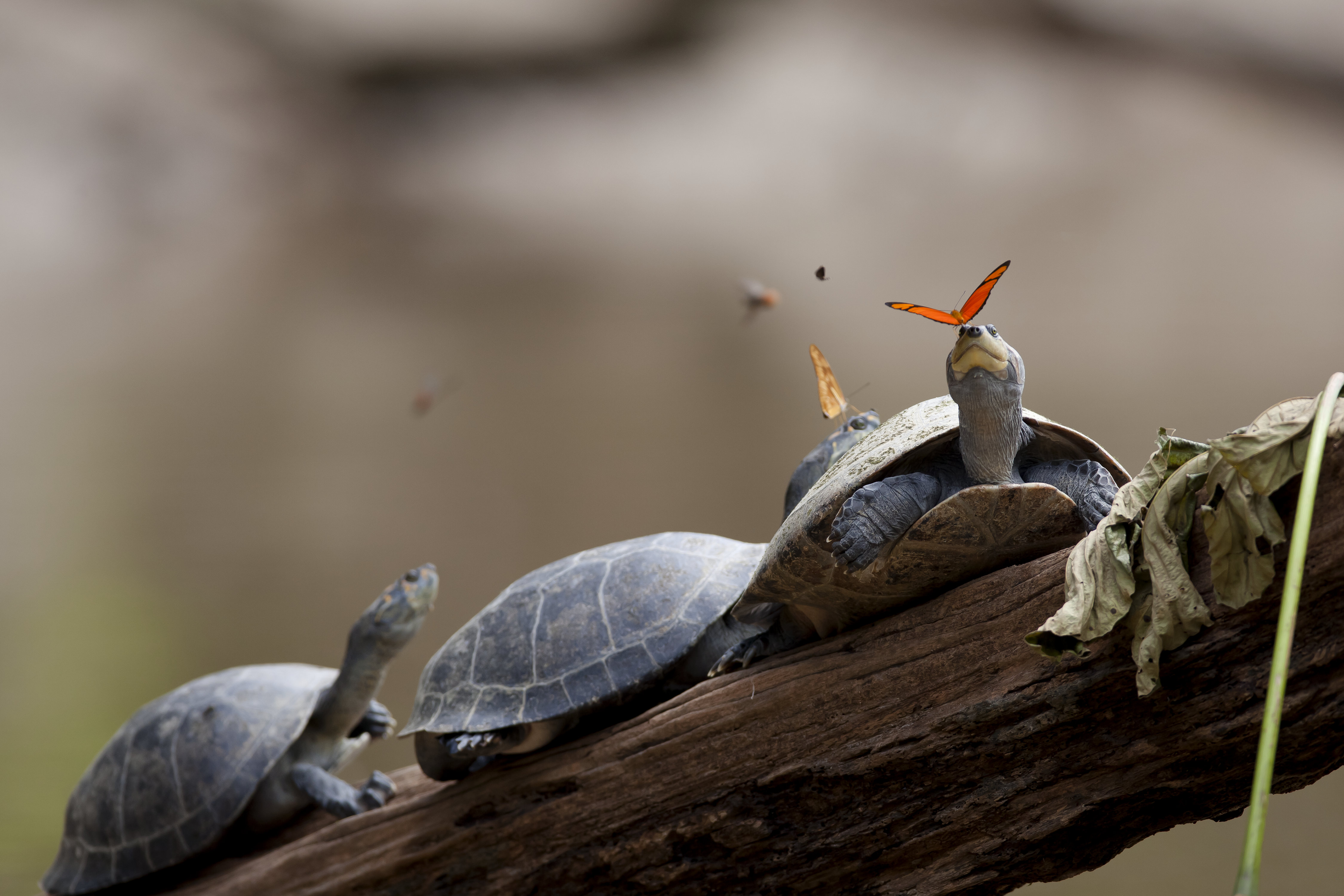
Teknős könnyet ívó példányok
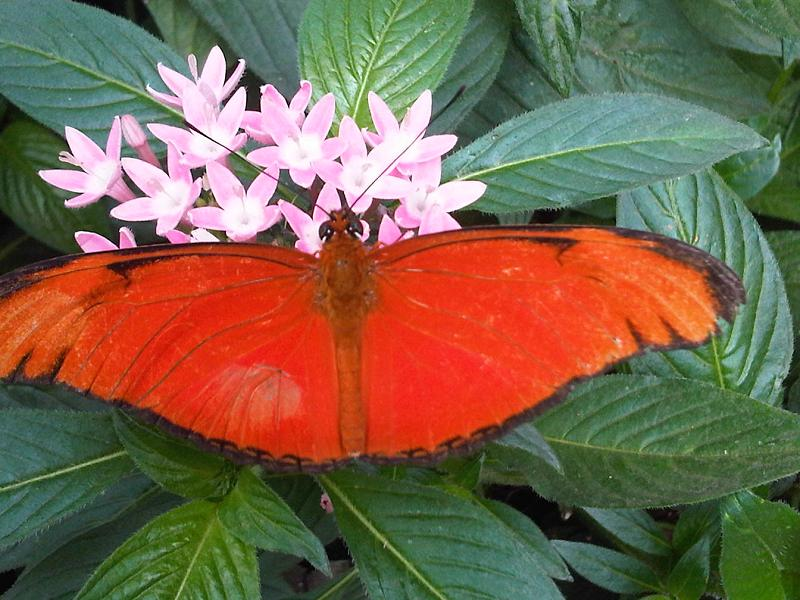

## Fordítás
- Ez a szócikk részben vagy egészben  a   Dryas iulia című angol Wikipédia-szócikk ezen változatának fordításán alapul.  Az eredeti cikk szerkesztőit annak laptörténete sorolja fel. Ez a jelzés csupán a megfogalmazás eredetét és a szerzői jogokat jelzi, nem szolgál a cikkben szereplő információk forrásmegjelöléseként.